# Fabrique de la ville
La Fabrique de la ville, à Saint-Denis (Seine-Saint-Denis), est un ensemble de bâtiments écorchés, c'est-à-dire dont la toiture et une partie des murs a été retirée pour permettre de découvrir l'histoire de ces lieux et de leurs constructions. La Fabrique de la Ville est coiffée d'une structure en métal et plastique rouge et blanc (toile de chapiteau de cirque), communément appelée « champignon » par les Dyonisiens, qui a été réalisée par les architectes Patrick Bouchain, Loïc Julienne, Pierre Schneider et François Wunschel.
La Fabrique de la ville est située au 4, rue du Cygne à Saint-Denis, dans l'ensemble nommé Îlot du Cygne qui comporte, en plus de la Fabrique, un chantier de fouille archéologique sur un site artisanal remontant au XIIe siècle, sur lequel ont été notamment retrouvés des cuves de lavandières et de teinturiers.

### Sources, notes et références
Unité archéologique de Saint-Denis